# Maligny (Yonne)
Maligny és un municipi francès, situat al departament del Yonne i a la regió de Borgonya - Franc Comtat. L'any 2007 tenia 735 habitants.

## Demografia

### Població
El 2007 la població de fet de Maligny era de 735 persones. Hi havia 316 famílies, de les quals 102 eren unipersonals (41 homes vivint sols i 61 dones vivint soles), 85 parelles sense fills, 113 parelles amb fills i 16 famílies monoparentals amb fills.
La població ha evolucionat segons el següent gràfic:
Habitants censats

### Habitatges
El 2007 hi havia 435 habitatges, 316 eren l'habitatge principal de la família, 79 eren segones residències i 40 estaven desocupats. 408 eren cases i 21 eren apartaments. Dels 316 habitatges principals, 234 estaven ocupats pels seus propietaris, 71 estaven llogats i ocupats pels llogaters i 11 estaven cedits a títol gratuït; 4 tenien una cambra, 19 en tenien dues, 68 en tenien tres, 95 en tenien quatre i 130 en tenien cinc o més. 251 habitatges disposaven pel capbaix d'una plaça de pàrquing. A 128 habitatges hi havia un automòbil i a 147 n'hi havia dos o més.

### Piràmide de població
La piràmide de població per edats i sexe el 2009 era:
| Homes | Edats   | Dones |
| ----- | ------- | ----- |
| 0     | 95 o +  | 0     |
| 0     | 90 a 94 | 0     |
| 8     | 85 a 89 | 4     |
| 0     | 80 a 84 | 0     |
| 16    | 75 a 79 | 28    |
| 16    | 70 a 74 | 20    |
| 28    | 65 a 69 | 20    |
| 12    | 60 a 64 | 12    |
| 16    | 55 a 59 | 12    |
| 24    | 50 a 54 | 16    |
| 24    | 45 a 49 | 24    |
| 12    | 40 a 44 | 20    |
| 32    | 35 a 39 | 24    |
| 48    | 30 a 34 | 28    |
| 4     | 25 a 29 | 36    |
| 20    | 20 a 24 | 20    |
| 12    | 15 a 19 | 16    |
| 12    | 10 a 14 | 28    |
| 28    | 5 a 9   | 20    |
| 8     | 0 a 4   | 12    |

## Economia
El 2007 la població en edat de treballar era de 466 persones, 371 eren actives i 95 eren inactives. De les 371 persones actives 347 estaven ocupades (188 homes i 159 dones) i 23 estaven aturades (7 homes i 16 dones). De les 95 persones inactives 31 estaven jubilades, 33 estaven estudiant i 31 estaven classificades com a «altres inactius».

### Ingressos
El 2009 a Maligny hi havia 341 unitats fiscals que integraven 789 persones, la mediana anual d'ingressos fiscals per persona era de 18.839 €.

### Activitats econòmiques
Dels 35 establiments que hi havia el 2007, 2 eren d'empreses extractives, 1 d'una empresa alimentària, 2 d'empreses de fabricació d'altres productes industrials, 4 d'empreses de construcció, 11 d'empreses de comerç i reparació d'automòbils, 2 d'empreses de transport, 1 d'una empresa d'hostatgeria i restauració, 1 d'una empresa financera, 1 d'una empresa immobiliària, 7 d'empreses de serveis, 2 d'entitats de l'administració pública i 1 d'una empresa classificada com a «altres activitats de serveis».
Dels 8 establiments de servei als particulars que hi havia el 2009, 1 era un taller de reparació d'automòbils i de material agrícola, 2 paletes, 1 fusteria, 1 lampisteria, 1 perruqueria, 1 agència immobiliària i 1 saló de bellesa.
Dels 3 establiments comercials que hi havia el 2009, 1 era una botiga de més de 120 m², 1 una botiga de menys de 120 m² i 1 una botiga de roba.
L'any 2000 a Maligny hi havia 26 explotacions agrícoles que ocupaven un total de 918 hectàrees.

## Equipaments sanitaris i escolars
El 2009 hi havia una escola elemental integrada dins d'un grup escolar amb les comunes properes formant una escola dispersa.

## Poblacions més properes
El següent diagrama mostra les poblacions més properes.